# 度量草
度量草（学名：Mitreola petiolata）为马钱科度量草属下的一个种。